# ドラゴン・ベイン
ドラゴン・ベイン（Dragon Bane, 1999年12月3日 - ）は、メキシコのメキシコシティ出身のプロレスラー。

## 経歴

### プロレスリング・ノア
2019年よりプロレスリング・ノアに参戦。
2023年9月24日の名古屋国際会議場大会にて実兄のアルファ・ウルフ（タッグチーム：ロス・ゴルペアドーレス）と組み、ニンジャ・マック、アレハンドロに勝利してGHCジュニアヘビー級タッグ王座を初戴冠した。

## 家族
父のフェルナンド・コルネーホ・カマリーナ、兄のアルファ・ウルフもプロレスラー。

## タイトル歴
ザ・クラッシュ・ルチャリブレ
- ザ・クラッシュ・タッグチーム王座：1回

w / アルファ・ウルフ
IWRG
- IWRG国際ミドル級王座：1回
- IWRGレイ・デル・アイレ王座：2回

カオス・ルチャリブレ
- カオス・タッグチーム王座：1回

w / アルファ・ウルフ
プロレスリング・ノア
- GHCジュニアヘビー級タッグ王座：2回（第58代、第63代）

w / アルファ・ウルフ